# Tunjestala
Tunjestala je naselje u sastavu Grada Dervente, Republika Srpska, BiH. 
Tunjestala graniči s 3 sela; Gradina na sjevernoj i zapadnoj strani, Brezici na istočnoj strani, te Komarica na južnoj strani. 
Selo pripada župi Krista Kralja u Ceru, Komarica (Derventski dekanat). Prema popisu biskupa fra Augustina Miletića iz 1813. godine u župi Velika/Modran između ostalih navodi se i kako mjesta Brezici i Tunjestala imaju 20 katoličkih kuća i 155 katolika, od čega je bila 91 odrasla osoba i 64 djece.

## Stanovništvo
| Tunjestala    |               |                |               |               |
| godina popisa | 2013.         | 1991.          | 1981.         | 1971.         |
| Hrvati        | 16 (100,00 %) | 163 (100,00 %) | 230 (99,14 %) | 267 (99,63 %) |
| Jugoslaveni   | 0             | 0              | 2 (0,862 %)   | 0             |
| Srbi          | 0             | 0              | 1 (0,373 %)   | 0             |
| ukupno        | 16            | 163            | 232           | 268           |